# Pierre Rebut
Pierre Rebut (Saint-Jean-des-Vignes, 26 de mayo de 1827-Chazay-d'Azergues, 14 de marzo de 1902) fue un botánico francés, especialista en cactus.

## Vida y obra
Pierre Rebut fue un viñatero, volviéndose experto en la cría y propagación de cactus. Tuvo su vivero de cactus en Chazay-d'Azergues, cerca de Lyon.
En 1891 recibió de Frédéric A.C. Weber en París los primeros ejemplares de un cactus nuevo, y que Karl Moritz Schumann en 1895 nombró y describió Rebutia minuscula.

## Honores

### Epónimos
Karl Moritz Schumann lo honra en el género Rebutia K.Schum. de la familia Cactaceae.
Por otra parte, los epítetos específicos de
- (Asphodelaceae) Aloe rebutii Hort. ex A.Berger[3]
- (Asphodelaceae) × Gasteraloe rebutii (= Aloe variegata × Gasteria sp.)
- Lobivia rebutioides Backeb.[4] (sinónimo de Echinopsis densispina)
- Hymenorebutia rebutioides (Backeb.) Buining[5]

- La abreviatura «Rebut» se emplea para indicar a Pierre Rebut como autoridad en la descripción y clasificación científica de los vegetales.[6]